# Josias Rantzau

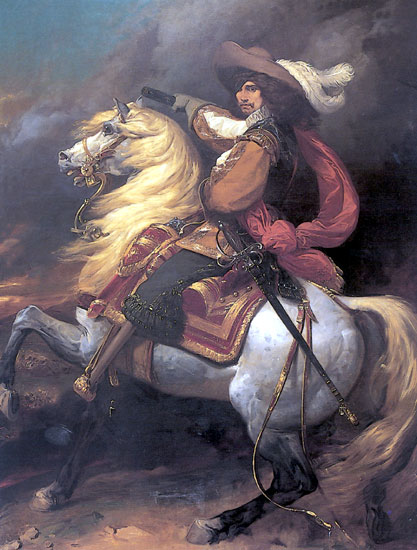
Josias Rantzau

Josias Rantzau, född 18 oktober 1609 utanför Kiel, död 14 september 1650 i Paris, var en fältherre under Trettioåriga kriget och Marskalk av Frankrike.
Rantzau gjorde sina lärospån hos Moritz av Oranien, gick därefter i dansk tjänst hos Kristian IV, en kortare tid i svensk tjänst under Gustav II Adolf och därpå i kejsarens tjänst där han deltog i det Mantuanska tronföljdskriget.
Då Gustaf Adolf hörde talas om hans mod fick han Rantzau att åter gå i svensk tjänst som överste. Han deltog med utmärkelse och duglighet i slaget vid Pfaffenhofen den 31 juli 1633 där han förde arriärgardet. Om Rantzau därefter befordrades till generalmajor, som äldre upplagor av Dansk Biografisk Leksikon uppger, får anses osäkert då modernare upplagor av verket ifrågasätter att så var fallet.
I september 1633 var han involverad i belägringen av Breisach, och i oktober samma år blev han guvernör i Strasbourg. 1634 opererade Rantzau under Gustaf Horn. 1635 följde Rantzau Axel Oxenstierna till Frankrike, där han väckte uppmärksamhet vid hovet i Paris för sin blonda skönhets skull. Han gick i fransk tjänst som överste och opererade snart vid Rhen och vid Flanderns gräns.
Rantzau deltog i åtskilliga slag och belägringar, många gånger med stor framgång, bland annat vid belägringarna av Thionville och Cirq efter vilket han utsågs till generallöjtnant och  vid erövringen av staden Gravelingen under hertigen av Orleans. Den 30 juni 1645 utnämndes Rantzau till marskalk av Frankrike och konverterade till katolicismen samma år.
Rantzau uppges ha sårats 60 gånger och miste ett ben, en arm, ett öga och ett öra. 
Han var en typisk lyckosoldat som ägde stort mod och var gärna den som gick i första ledet. Några djupare taktiska egenskaper hade han emellertid inte.